# Konzervacija restauracija slika u fresko tehnici
Konzervacija restauracija slika u fresko tehnici je proces zbrinjavanja i održavanja slika na zidu izvedenih u fresko tehnici,te uključuje dokumentiranje,pregled,istraživanja i sam restauratorski zahvat.

## Tehnologija
Fresko tehnika je tehnika zidnog slikarstva u kojoj se pigment nanosi na svježe nanešenu još vlažnu vapnenu žbuku.

### Materijali
U tehnici se koriste:
- Silicij dioksid (pijesak)
- kalcij oksid (živo vapno)
- voda
- kalcij hidroksid(gašeno vapno)
- ugljični dioksid
- Kalcij karbonat (vapnenac)

### Pigmenti od antike do 19. stoljeća
- Ugljikova crna - dobiva se grijanjem drveta ili biljnog materijala (Amorfni ugljen).
- Koštano crna- dobiva se pečenjem kostiju, bez prisutnosti zraka(10% ugljik, 84% kalcij fosfat, 6% ugljik karbonat).
- Umbra -   Prirodni minerali,crveni boous i cinober kombinirani sa silicijem i glinom doprinose boji iste (željezni-III-oksid.mangan oksid,aluminij oksid)
- Crveni oker - prirodni mineralli koji sadrže silicij i glinu te hematit i željezni oksid
- Žuti oker - prirodni mineral,sadrži silicij i glinu,te goetit.
- Vapneno bijela - kreda.
- Broć - ekstrakt korijena broća (Rubia tintorum).
- Karmin - ekstarkt dobiven od insekata - košenil i kermes.
- Realgar - prirodni mineral (Arsen sulfid).
- Malahit - Prirodni mineral(Bazični bakar karbonat).
- Orpiment - Prirodni mineral (Arsen sulfid)
- Egipatsko plava -  prvi umjetni pigment,korišten samo tokom antike (Kalcij bakar silikat)
- Indigo - biljni pigment(Isatis tinctoria L.).
- Olovna crvena - prirodni crveni minij (olovo-(II,IV)-oksid).
- Zelena zemlja - prirodni mineral glaukonit ili celadonit(Aluminijum silikat).

## Propadanje fresaka
Freske nalazimo u crkvama,hramovima i grobnicama, ali i u privatnim rezidencijama te komercijalnim prostorima namijenjenim zabavi. Ovaj okoliš pak ,sa svojim zagađivačima,organskim ili anorganskim, djeluje na freske i pigmente korištene u njihovom stvaranju,te doprinisi njihovom propadanju i oštećenjima.

## Kemijsko propadanje
Prisutnost diskoloracije pigmenata,mrlja i stvaranje biofilmova znaci su kemijskog propadanja.Kako su u freskama prisutne brojne anorganske i organske molekule,na spomenutom supstratu rado se razvijaju brojni mikroorganizmi,dakako u slučaju nastanka za njih povoljnih uvjeta(vlaga,temperatura,pH).
. Kemijski se propadanje može pripisati gljivama i produktima njihova metabolizma,bilo kao posljedica asimilacije ili disimilacije.

## Fizičko propadanje
Pucanje i dezintegracija slikanog sloja,kao i napuhnuća znaci su fizičkog/strukturalnog propadanja slike.Industrijski zagađivači sadrže plinove,dok produkti sagorijevanja fosilnih goriva reagiraju s kisikom i vodom te tako nastaju sulfatna i nitratna kiselina.Spomenute pak konvertiraju kalcij karbonat u kalcij sulfat,koji je topiv u vodi,te se u površinskom sloju slike stvaraju veliki kristali.Zbog toga nastaju napuhnuća te dolazi do ljuštenja oslika.

## Preventivna zaštita
Freske koje su relocirane sa svog izvornog lokaliteta/konteksta izložene su u kulturnim institucijama stabilnijem okolišu od onog izvornog.Međutim kod fresaka koje su i dalje na mjestu za koje su i naslikane izložene su visokim rizicima,danas najčešće posljedicom turizma,te shodno spomenutom i porastom zagađenja.Stoga je kao i kod sličnih objekata zgodno postaviti elektronske pratitelje klime u prostoru,a dobro je koristiti i mikroklimatske senzore relativne vlage i temperature.

## Metode čišćenja
Cilj je čišćenja vratiti sliku u stanje kakvo je umjetnik izvorno zamislio.Čišćenje zavisi o prirodi onečišćenja nataloženih na slici.Na zidnim slikama se najčešće kao otapalo koristi voda,često uz dodatak supstanci koje kotroliraju pH vrijednost otopine za čišćenje.Korištenje želiranih otopina uvedeno je početkom 80-tih godina prošlog stoljeća.Najčešće se radi o vodenim emulzijama koje su ugušćene celulozom ili sintetskim polimerima.
Ove otopine sporo otpuštaju otapala ,pa su oštećenja tipična za otapala -  odnosno bubrenje ,manja. Tijekom 60-tih godina prošlog stoljeća postalo je popularno korištenje sintetskih polimera za konsolidaciju i stabilizaciju fresaka.Činilo se da se radi o savršenoj zamjeni za voštane prevlake koje su se prije toga koristile,ali tijekom vremena pokazalo se da na žalost nije tako.Njihovo je prisustvo na slici mijenjalo osobine oslika,uzrokujući mehanički stres i kristalizaciju soli,te tako ubrzavalo propadanje slike.Da stvar bude gora polimeri su s vremenom postajali sve više zamućeni te krti.
Sredinom 1990 -tih, lasersko čišćenje se počinje koristiti i na freskama.Napretku je značajan doprinos dao i talijanski fizičar Salvatore Siano, koji je razvio metodu korištenja još kraće trajućih bljesaka lasera,trajanja od mikro do nanosekunde. Drugo je značajno otkriće bilo korištenje koloidnih znanosti i nanotehnologije u konzervaciji zidnih slika. Piero Baglioni razvija mikroemulzije: bistru mješavinu vode i organskih otapala,stabiliziranu s površinski aktivnim tvarima,vezanim na međuveze između vodene i organske faze.Također novinu predstavlja i korištenje bakterijskih kultura u svrhu uklanjanja anorganskih kora i životinjskog ljepila u freskama. .

## Metode restauriranja i renovacije

### Povijesne metode
Tokom 18.stoljeća, razvijene su nove tehnike restauriranja i konzerviranja umjetnina,uključujući i metode skidanja fresaka sa zida.
Postupak je podrazumijevao odvajanje slikanog sloja od zida,njene prirodne podloge.
Najstariji metod,masello tehnika, uključuje prosijecanje do zida i uklanjanje kako sloja oslika tako i sloja žbuke odnosno nosioca.
Druga tehnika,stacco tehnika,pak uključuje uklanjanje samo tankog preparacionog sloja žbuke,zvanog arriccio,te dakako oslika.
Treća tehnika,strappo tehnika,najmanje je invazivna,uklanja se samo vršni sloj žbuke ,zvan intonachino,sloj koji je upio pigmente oslika.
Ta metoda koristi zaštitu od pamučnih traka i tutkala koji se nanose na oslik,Potom se postavlja deblja tkanina,veća od oslika te se potom zid oko slike duboko ureže.
Gumenim se čekićem potom lupa po freski,sve dok se ista ne odvoji od zida.
Koristeći se šiljastim alatom slika se potom odvaja od dolje prema gore.Stražnja se strana skinute freske stanji,kako bi se uklonio suvišak žbuke,te se postavlja trajna pozadina,načinjena od 2 sloja tanke pamučne krpe(zvane velatini),te sloj debljeg platna premazan ljepilom.Potom se postavljaju 2 sloja žbuke,grublji i finiji.Ta žbuka čini prvi pravi sloj novog nosioca.Slojevi traka i platna čine sloj koji se može koristiti pri eventualnom novom prijenosu (ovaj se sloj naziva strato di sacrificio ,žrtvovani sloj).Kada se žbuka osuši slika se može zalijepiti na novu podlogu.Kada se sve osuši može se ukloniti zaštitni sloj s lica freske,koristeći mješavinu vruće vode i špirita.

### Suvremene metode
Piero Baglioni bio je također pionir uporabe nanotehnologije u konzervaciji oštećenih fresaka.U principu su umjetnici slikali direktno na još vlažnoj vapnenoj žbuki.Temelj trajnosti ovog postupka baziran je na činjenici da su boje i temeljnik sušenjem reagirali s u zraku prisutnim CO2 kao bi nastao kalcij karbonat tj kalcit.Stoljećima potom su zagađenost zraka i vlaga uzrokovali raspad ovog sloja ,te potom izbijanje sulfatnih ,kloridnih i nitratnih soli koje su zatim reklistalizirale i uništavale bojeni sloj tj oslik. Baglioni je siguran da nanočestice mogu poboljšati konvencionalne metode konzervacije.U njegovom se postupku u oslik injektiraju nanočestice kalcij hidroksida dispergirane u alkoholu(samo 10–100 nm veličine).Ove čestice penetriraju u sliku do dubine od nekoliko centimetara i tako obnavljaju oštećeni kalcitni sloj .Dodatno se freske mogu tretirati i antibioticima,kako bi se uništile bakterije koje žive u sloju oslika.

## Znameniti projekti restauracije fresaka

### Sikstinska kapela
Vidi članak Konzervacija restauracija fresaka u Sikstinskoj kapeli
Sikstinska je kapela restaurirana tijekom kasnih 70-tih i 80-tih godina prošlog stoljeća,i smatra se jednim od najznačajnijih i najdužih konzervatorsko restauratorskih zahvata u dosadašnjoj povijesti.Trebalo je 12 godina da se cijeli projekt privede kraju.Od cjelokupnih radova u kapeli najznačajniji su oni izvedeni na freskama koje je naslikao Mikelanđelo.

### Vila misterija,Pompeji
Freske u Vili misterija u Pompejima su za najstarijih restauratorskih zahvata uklonjene sa zida,te su na isti vraćene nakon njegove sanacije.Tijekom tih prvih zahvata na freske je nannešen sloj voska i ulja,što im je dalo neprirodan sjaj,nešto što izvorni autori nikako i nikada nisu željeli.

## Vanjske poveznice
- http://www.ewaglos.eu/
- http://www.icomos.org/charters/wallpaintings_e.pdf
- Nanorestore® for the consolidation of wall paintings